# Cookia sulcata
Cookia sulcata là một loài ốc biển lớn trong họ Turbinidae. Đây là loài ốc có ở Newzealand.

## Hình ảnh

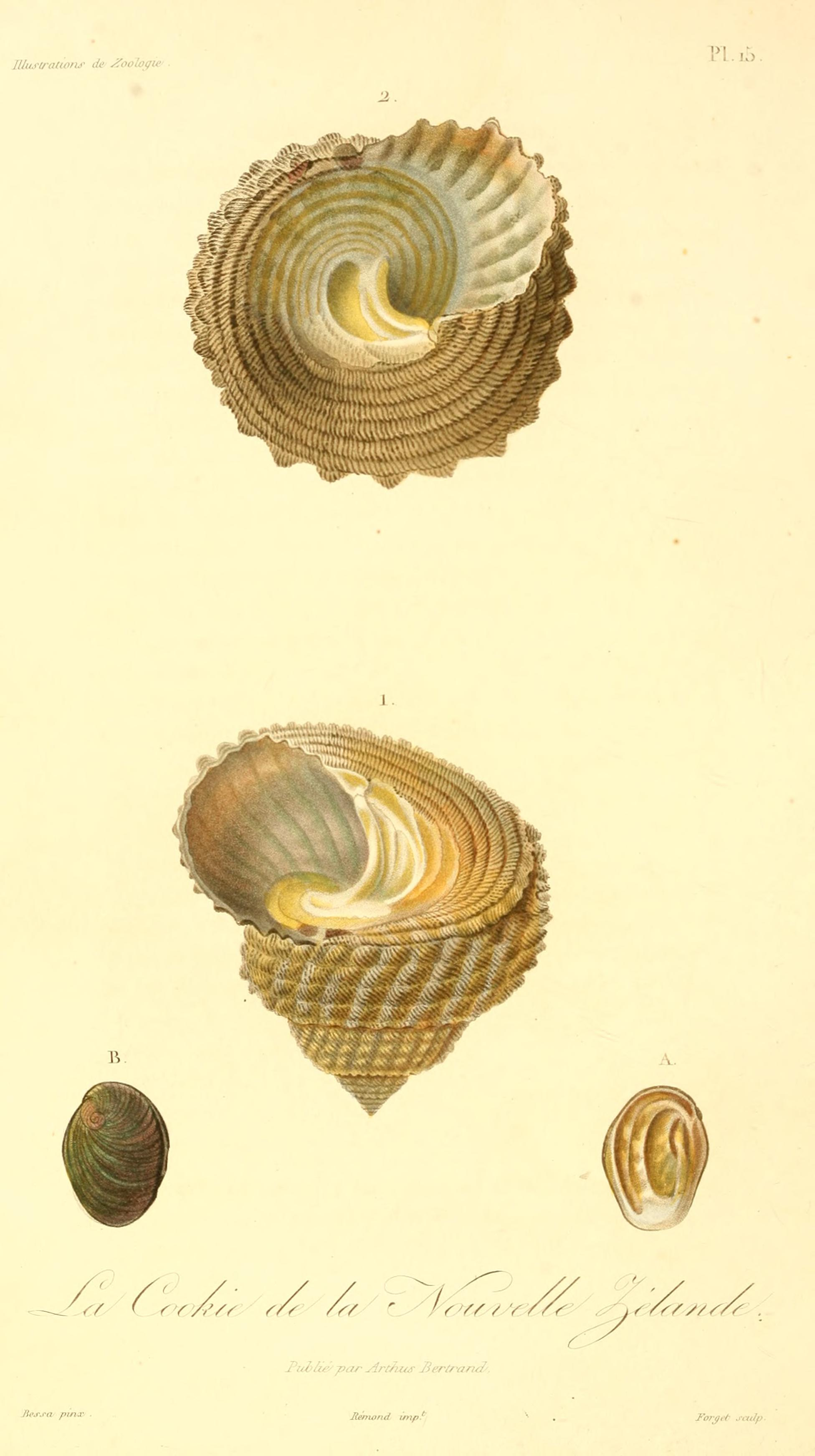
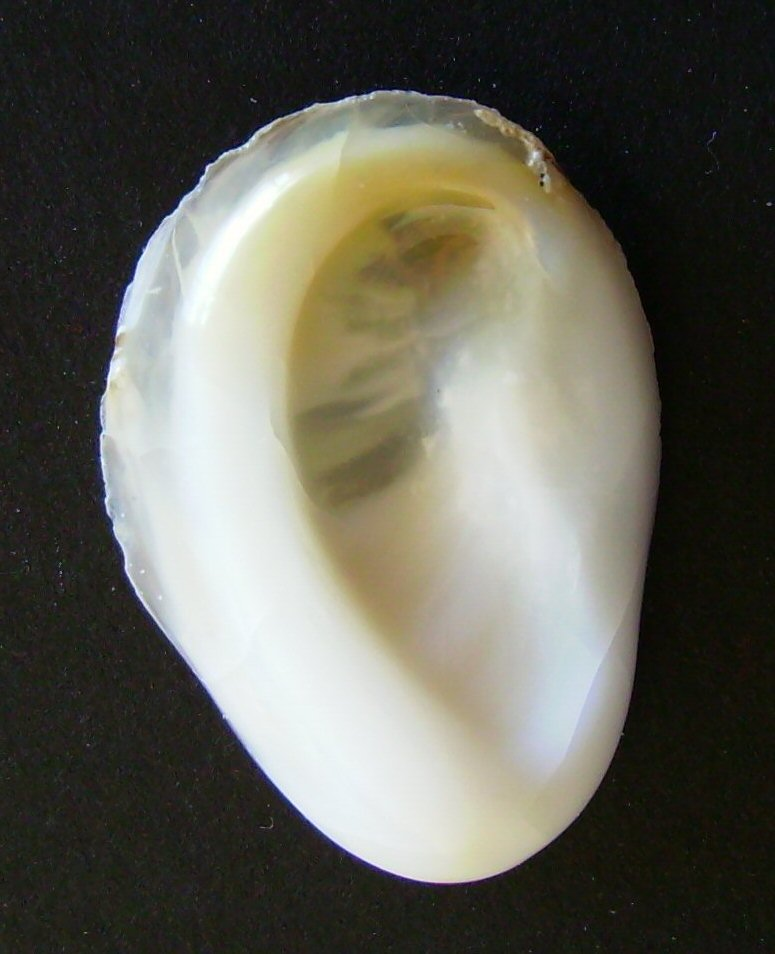
Vị thành niên